# راتيل
مركبة المشاة القتالية راتيل (بالإنجليزية: Ratel IFV) هي مركبة مشاة قتالية جنوب أفريقيّة، تُعتبر أول مركبة مشاة قتاليّة بعجلات تدخل الخدمة في العالم. تم إنتاجها بناءً على تصميم شاسيه شاحنات شركة مان الألمانيّة، وقد تم لاحقًا إنتاج العديد من النُسخ المُطوَّرة عنها بناءً على طلبات المُستخدم.

## التاريخ
قامت شركة ساندوك-أوسترال الجنوب أفريقيّة بتصنيع ما يزيد عن 1,381 مركبة راتيل منذ عام 1976. وقد أُستُخدمت المركبة منذ ذلك الحين في العديد من النزاعات والحروب الأهليّة وقوات حفظ السلام في أفريقيا وبعض الدول العربيّة، مثلما حدث في حرب الحدود الجنوب أفريقية وحرب الصحراء الغربية وعملية بوليز وبعثة الاتحاد الأفريقي في الصومال وتمرد بوكو حرام وصراع جمهورية أفريقيا الوسطى (2012–2014) والحرب الأهلية الليبية (2014–الآن) والحرب الأهلية اليمنية (2015-الآن).

## الأنواع
لقد تم بدايةً إنتاج مركبة راتيل 20 كنسخة أصليّة، ثم تم تطويرها وإنتاج العديد من النُسخ الأخرى هي راتيل 60، وراتيل 81، وراتيل 90، وراتيل 120، وراتيل كوماند، وراتيل إي أيه أو أس، وراتيل الصيانة، وراتيل زد تي 3، وراتيل اللوجستية، وراتيل أيه أيه المُعدَّلة في الأردن.
| النوع              | الوصف                              | التعليق                   | الصورة                                      |
| ------------------ | ---------------------------------- | ------------------------- | ------------------------------------------- |
| راتيل 20           | النسخة الأصلية                     | تصميم فرنسي لبرج المدفعية | Ratel 20 IFV                                |
| راتيل 60           | الطاقم 3 رجال                      |                           | Ratel 60 Mortar Platform                    |
| راتيل 81           | لا يوجد مدفع                       |                           | Ratel 81 mortar carrier                     |
| راتيل 90           | الطاقم 3 رجال                      |                           | Ratel 90mm                                  |
| راتيل 120          |                                    |                           |                                             |
| راتيل كوماند       | طاقم 9 رجال                        | برج مدفعية بمقعدين        | Ratel Command                               |
| راتيل إي أيه أو أس | مزودة بنظام مراقبة المدفعية        | دعم مدفعية                | Ratel Enhanced Artillery Observation System |
| راتيل الصيانة      |                                    |                           |                                             |
| راتيل زد تي 3      | تحتوي نظام قذائف موجهة ضد الدبابات |                           | Ratel IFC ZT3                               |
| راتيل اللوجستية    | مركبة دفع ثماني لوجستية            |                           | Ratel Log prototype                         |
| راتيل أيه أيه      | منصة مضادة للطائرات                | نسخة أردنية مطوَّرة         | Ratel anti aircraft Jordan                  |

## المستخدمون

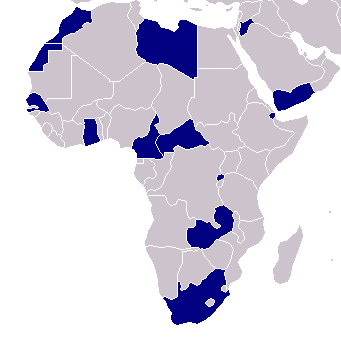
خريطة مشغليّ راتيل بالأزرق.

- الأردن: 321
- جمهورية أفريقيا الوسطى: 2
- جنوب أفريقيا: 534
- جيبوتي: 12[4]
- رواندا: 35[7]
- زامبيا: 14[4]
- السنغال: 26
- غانا: 39[7]
- الكاميرون: 12[8]
- ليبيا
- المغرب: 60
- اليمن

## وصلات خارجية
- راتيل، GlobalSecurity.org (بالإنجليزية)